# 카투니토 (대한민국의 텔레비전 채널)
카투니토(Cartoonito)는 워너 브라더스 디스커버리 산하 워너미디어 코리아에서 운영하고 있는 대한민국의 어린이 텔레비전 채널이다. 폐국된 부메랑을 이어 2024년 7월 1일에 개국하였다.

## 연혁
이후 2024년 12월부터 온라인동영상서비스(OTT)인 웨이브에 송출을 시작했다.
2025년 7월 15일부로 KT HCN 채널 315번은 송출 종료되었으며, KT HCN의 IPTV 서비스인 ipit TV_H를 송출 시작되었다.

## 주요 프로그램

### 오리지널 시리즈
- 제시카의 빅 리틀 월드
- 배트윌스
- 벅스 버니 빌더스
- 바니의 세상
- 매카빌더
- 토킹 톰 히어로즈 : 별안간 슈퍼파워

### 카투니토 자체제작 프로그램
- 니토와 영어 친구들

### 애니메이션
- 썸머 캠프 아일랜드
- 위 베이비 베어스
- 시냇가의 크레이그
- 헬로 카봇
- 고고 다이노
- 레인보우 버블젬
- 시크릿 쥬쥬
- 캐치! 티니핑
- 베이블레이드 X
- 포켓몬스터
- 브레드 이발소
- 엉뚱발랄 콩순이와 친구들
- 또봇: 대도시의 영웅들
- 핑크퐁과 호기: 새 친구 니니모
- 퍼피 구조대
- 톰과 제리 쇼
- 램풋
- 듀얼 몬스터카
- 그리지와 레밍스
- 꼬마버스 타요
- 타요의 씽씽극장
- 스파이 삼총사

## 같이 보기
- 워너 브라더스 디스커버리
- 디스커버리 채널
- 카툰 네트워크